# 绿花百合
绿花百合（学名：Lilium fargesii），为百合科百合属下的一个种。

## 扩展阅读
維基物種上的相關：绿花百合